# Jordan Peele
Jordan Peele est un acteur, humoriste, réalisateur, scénariste et producteur américain, né le 21 février 1979 à New York.
Il se fait connaître grâce à la série télévisée humoristique à sketchs Key & Peele de Comedy Central, avec Keegan-Michael Key et ses cinq saisons comme membre de Mad TV, à la première saison de la série Fargo de FX.
En 2017, il rencontre un succès international avec son premier long métrage Get Out en tant que scénariste, producteur et réalisateur, pour lequel il reçoit l'Oscar du meilleur scénario original.

## Biographie

### Jeunesse
Jordan Haworth Peele naît le 21 février 1979 à New York. Sa mère, Lucinda Williams, est originaire du Maryland. Ses racines remontent aux premières colonies de l'Amérique du Nord. Son père, Hayward Peele, Jr., est originaire de Caroline du Nord,,. Il grandit à Manhattan dans le quartier de l'Upper West Side, avec sa mère,.
En 1997, il assiste à des cours au département de l'Éducation de la ville de New York, à Manhattan. Il reçoit son diplôme d'études secondaires au lycée Calhoun (en), dans le quartier de l'Upper West Side, avant de s'inscrire à l'université Sarah Lawrence, à Yonkers, dans le comté de Westchester (New York).

### Carrière
En 2017, il présente son premier long métrage d'horreur psychologique Get Out, en tant que scénariste, producteur et réalisateur. C'est également sa première incursion dans les films horrifiques à suspense, lui qui se consacrait essentiellement à la comédie avant cela avec notamment la série Key & Peele ou le film Keanu,.
L'idée du film lui est venue après avoir vu un spectacle de stand-up d'Eddie Murphy qui racontait qu'il s'apprêtait à rencontrer les parents de sa petite amie blanche. Il explique : « Lorsque je parle de relations interraciales, ça me ramène à un domaine que je connais bien : l’humour. C’est un film qui reflète certaines de mes peurs, et certains problèmes auxquels j’ai été confronté ». Avec son petit budget d'environ 4,5 millions de dollars, ce film connaît un important succès aux États-Unis en rapportant 176 040 665 $. Il prend même la tête du box-office américain pour sa première semaine d'exploitation. Il connaît également un important succès mondial, puisqu'il cumule au total 255 583 642 $ de recettes mondiales.
En février 2018, il révèle dans une interview qu'il vient d'écrire son deuxième long métrage Us qu'il va réaliser et tourner pour Universal Pictures dans le courant de l'année,.
En novembre 2020, on révèle qu'il écrit, produit et réalise le troisième long métrage Nope, et que Universal Pictures le distribuerait le 22 juillet 2022,,,.
Lors des Game Awards 2023, il est révélé que Jordan Peele travaille activement aux côtés du développeur Hideo Kojima sur OD, un futur jeu d'horreur.

### Vie privée
En mars 2013, Jordan Peele rencontre l'actrice et humoriste américaine Chelsea Peretti, connue notamment pour le rôle de Gina Linetti dans Brooklyn Nine-Nine. En novembre 2015, ils se sont fiancés. Quelques mois plus tard, ils se sont secrètement mariés. Le couple s'amuse d'ailleurs à entretenir volontairement le flou sur cette union auprès du public. En septembre 2018, ils accueillent leur premier enfant, Beaumont Gino Peele.

## Filmographie

### Réalisateur
- 2017 : Get Out
- 2019 : Us
- 2022 : Nope

### Scénariste

#### Longs métrages
- 2016 : Keanu de Peter Atencio
- 2017 : Get Out de lui-même
- 2019 : Us de lui-même
- 2021 : Candyman de Nia DaCosta
- 2022 : Nope de lui-même
- 2022 : Wendell and Wild de Henry Selick

#### Téléfilm
- 2014 : Rubberhead

#### Séries télévisées
- 2002–2008 : Mad TV
- 2012 : Key & Peele
- 2013 : Epic Rap Battles of History
- 2018 : The Last O.G.
- 2020 : Lovecraft Country
- Date inconnue : Obama

#### Web-séries
- 2019 : Weird City

### Producteur

#### Cinéma
- 2016 : Keanu de Peter Atencio
- 2017 : Get Out de lui-même
- 2018 : BlacKkKlansman : J'ai infiltré le Ku Klux Klan (BlacKkKlansman) de Spike Lee
- 2019 : Us de lui-même
- 2021 : Candyman de Nia DaCosta
- 2022 : Nope de lui-même
- 2022 : Wendell and Wild de Henry Selick
- 2024 : Monkey Man de Dev Patel
- 2025 : Him de Justin Tipping

#### Séries télévisées
- 2012-2015 : Key & Peele
- 2015 : Ithamar Has Nothing to Say
- 2015-2016 : #15SecondScare
- 2018 : The Last O.G.
- 2019 : La Quatrième Dimension : le narrateur
- 2020 : Lovecraft Country - 10 épisodes
- 2020-2023 : Hunters - 19 épisodes

### Acteur

#### Longs métrages
- 2007 : Twisted Fortune de Victor Varnado : G-Money
- 2010 : Mon beau-père et nous (Little Fockers) de Paul Weitz : EMT
- 2012 : Peace, Love et plus si affinités (Wanderlust) de David Wain : Rodney
- 2014 : La Grande Aventure Lego de Phil Lord et Chris Miller : Albus Dumbledore
- 2016 : Cigognes et compagnie (Storks) de Nicholas Stoller et Doug Sweetland : Beta Wolf (voix)
- 2016 : Keanu de Peter Atencio : Rell Williams / Oil Dresden
- 2017 : Capitaine Superslip de David Soren : Melvin (voix)
- 2019 : Abruptio de Evan Marlowe
- 2019 : Toy Story 4 de Josh Cooley : Bunny (voix)
- 2022 : Wendell and Wild de Henry Selick : Wild (voix)

#### Courts métrages
- 2008 : Boner Boyz! de[Qui ?]
- 2010 : 3B de[Qui ?]
- 2010 : Obama Reacts to Health Care Vote de[Qui ?]
- 2013 : The Sidekick de[Qui ?]

#### Téléfilms
- 2006 : Al TV de[Qui ?]
- 2009 : The Station de[Qui ?] : Joe

#### Séries télévisées
- 2003-2008 : MADtv : rôles variés
- 2007 : UCB Comedy Originals
- 2008 : Chocolate News : Kelvin Melvin
- 2008 : Obama : Barack Obama
- 2009 : Reno 911! : le mec de trois cartes de Monte
- 2009-2010 : SuperNews!
- 2010-2015 : Childrens Hospital : Dr Brian
- 2011 : Love Bites : Eli
- 2012-2015 : Key & Peele : différents rôles
- 2013 : Axe Cop : Super Axe
- 2013 : Comedy Bang! Bang! : Tan Fu
- 2013 : Epic Rap Battles of History : Muhammad Ali / Martin Luther King Jr.
- 2013 : Modern Family : Derrick
- 2013 : The ArScheerio Paul Show : Tupac Shakur
- 2013 : The Mindy Project : Nick
- 2013 : Workaholics : Mark
- 2013-2014 : Kroll Show : Ref Rondy et d'autres rôles
- 2014 : Drunk History : Percy Julian
- 2014 : Fargo : l'agent Budge du FBI
- 2014 : Robot Chicken : Blade et d'autres rôles
- 2014-2016 : Bob's Burgers : différents rôles
- 2015 : Ithamar Has Nothing to Say : le chef de studio
- 2015 : Life in Pieces : Chad
- 2015 : Rick et Morty : le second être de la 4e dimension
- 2015 : SuperMansion : Bugula
- 2015 : TripTank : Battleman X / Frank
- 2015 : Wet Hot American Summer: First Day of Camp : Alan
- 2016 : American Dad! : le bandit de rue
- 2016 : The Muppets : lui-même
- 2017 : Big Mouth : le fantôme de Duke Ellington et d'autres rôles
- 2017 : The Daily Show : Barack Obama
- depuis 2019 : The Twilight Zone : La Quatrième Dimension (The Twilight Zone) : le narrateur

### Parolier

#### Séries télévisées
- 2014-2016 : Bob's Burgers

## Distinctions

### Récompenses
- Prix Bram-Stoker 2017 : meilleur scénario pour Get Out
- Oscars 2018 : Oscar du meilleur scénario original pour Get Out
- Prix Locus 2024 : meilleure anthologie pour Out There Screaming (avec John Joseph Adams)
- Prix British Fantasy 2024 : meilleure anthologie pour Out There Screaming (avec John Joseph Adams)

### Nomination
- Teen Choice Awards 2016 : Meilleur acteur dans un film de comédie dans Keanu